# 格隆茨·尚多尔
格隆茨·尚多尔（匈牙利語：Glancz Sándor，1908年7月14日—1974年1月17日），出生于布达佩斯，匈牙利男子乒乓球运动员。他曾获得4枚世界乒乓球锦标赛金牌。